# Angra do Heroísmo
Pour les articles homonymes, voir Angra.

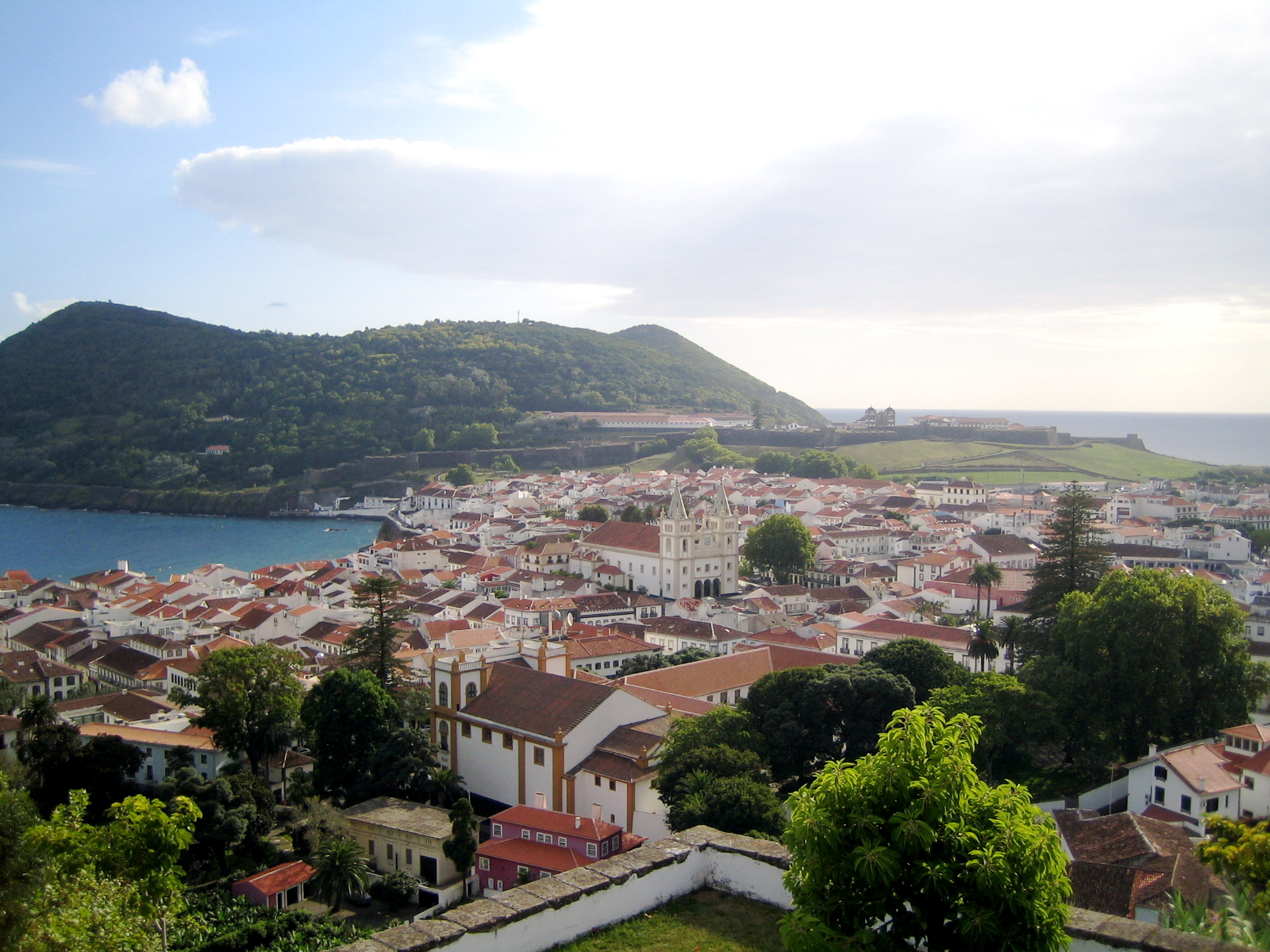
Angra do Heroísmo, sa baie et le Monte Brasil.

Angra do Heroísmo (prononcé en portugais : [ɐ̃.ɡɾɐ du eˈɾwiʒ.mu] ; littéralement : « Crique de l'héroïsme ») est une ville et une municipalité portugaise, située sur la côte sud de l'île de Terceira, dans l'archipel des Açores, dont elle fut la capitale entre 1766 et 1832. Son centre est classé au patrimoine mondial de l'Unesco.
En 2011, Angra do Heroísmo avait une population de 35 402 habitants vivant sur une superficie de 239 km2. Elle est frontalière avec Praia da Vitória au nord-est. 
Bien que le siège du gouvernement régional des Açores soit situé à Ponta Delgada, sur l'île de São Miguel, Angra do Heroísmo est la capitale historique de l'archipel. Le représentant de l'État portugais, appelé ministre de la République, y réside. Le maire actuel est Álamo de Meneses (PS).

## Information
Angra occupe la côte sud de Terceira. C'est le site d'une base de commandement militaire et le siège d'un évêché. Ses principales infrastructures sont la cathédrale, le collège militaire, l'arsenal et l'observatoire. Le port, maintenant de petite importance commerciale ou stratégique, est encerclé à l'ouest et au sud-ouest par le piémont du mont Brasil, mais est plus petit que les ports de Ponta Delgada ou de Horta.

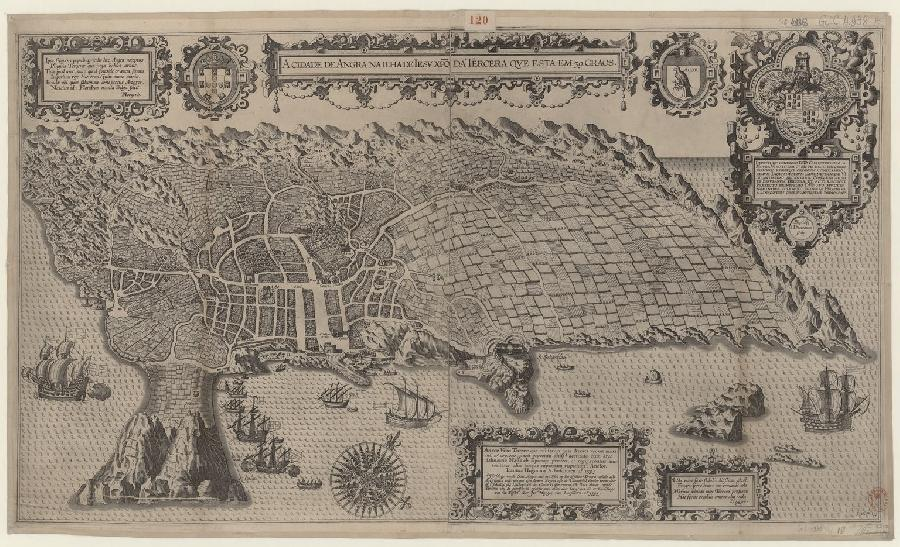
Plan de la ville d'Angra en 1595.

## Histoire
Angra do Heroísmo fut la capitale des Açores entre 1766 et 1832.
La ville servit de refuge à Almeida Garrett pendant les guerres napoléoniennes et de nouveau à la reine Marie II de Portugal de 1830 à 1833.
Elle a souffert d'un important tremblement de terre le 1er janvier 1980 qui a engendré des dégâts considérables. Toutefois, les bâtiments inventoriés et le réseau viaire des XVe et XVIe siècles ont pu être préservés.

## Jumelages
- Salvador (Brésil)

## Économie
L'activité commerciale n'est pas grande et consiste essentiellement en l'exportation des fruits. 
Le centre d'Angra do Heroísmo est inscrit dans la liste du patrimoine mondial de l'UNESCO en 1983.
L'anse qui donne son nom à la ville offre aux navires le meilleur abri côtier de l'île. Cette petite baie est formée par un promontoire en forme de presqu'île, le Monte Brasil, qui comme à Velas (sur São Jorge) ou Horta (sur Faial) permet l'établissement d'un port naturel en eaux profondes.

## Tourisme
La ville est classée au patrimoine mondial de l'Unesco, particulièrement pour son architecture coloniale des XVIe et XVIIe siècles, ponctuée de ruelles pavées, de maisons colorées aux balcons en fer forgé, de rues animées d'échoppes et de restaurants.

## Classement par l'Unesco
En 1983, l’Unesco a reconnu la valeur universelle exceptionnelle du centre d'Angra do Heroísmo et a décidé d’inscrire ses 212,40 ha au patrimoine mondial.
Deux éléments ont été retenus pour répondre aux critères : l’exemplarité du port d’Angra « en tant que création liée à la fonction maritime » et son lien direct avec « l’exploration maritime qui permit les échanges entre les grandes civilisations du monde ». En effet, sa situation géographique en fit une escale obligatoire des flottes de l’Afrique et des Indes en plein cœur de l’océan Atlantique.
L’Unesco le compare à la tour de Belém, au monastère des Hiéronymites à Lisbonne et à Goa.

### Vues

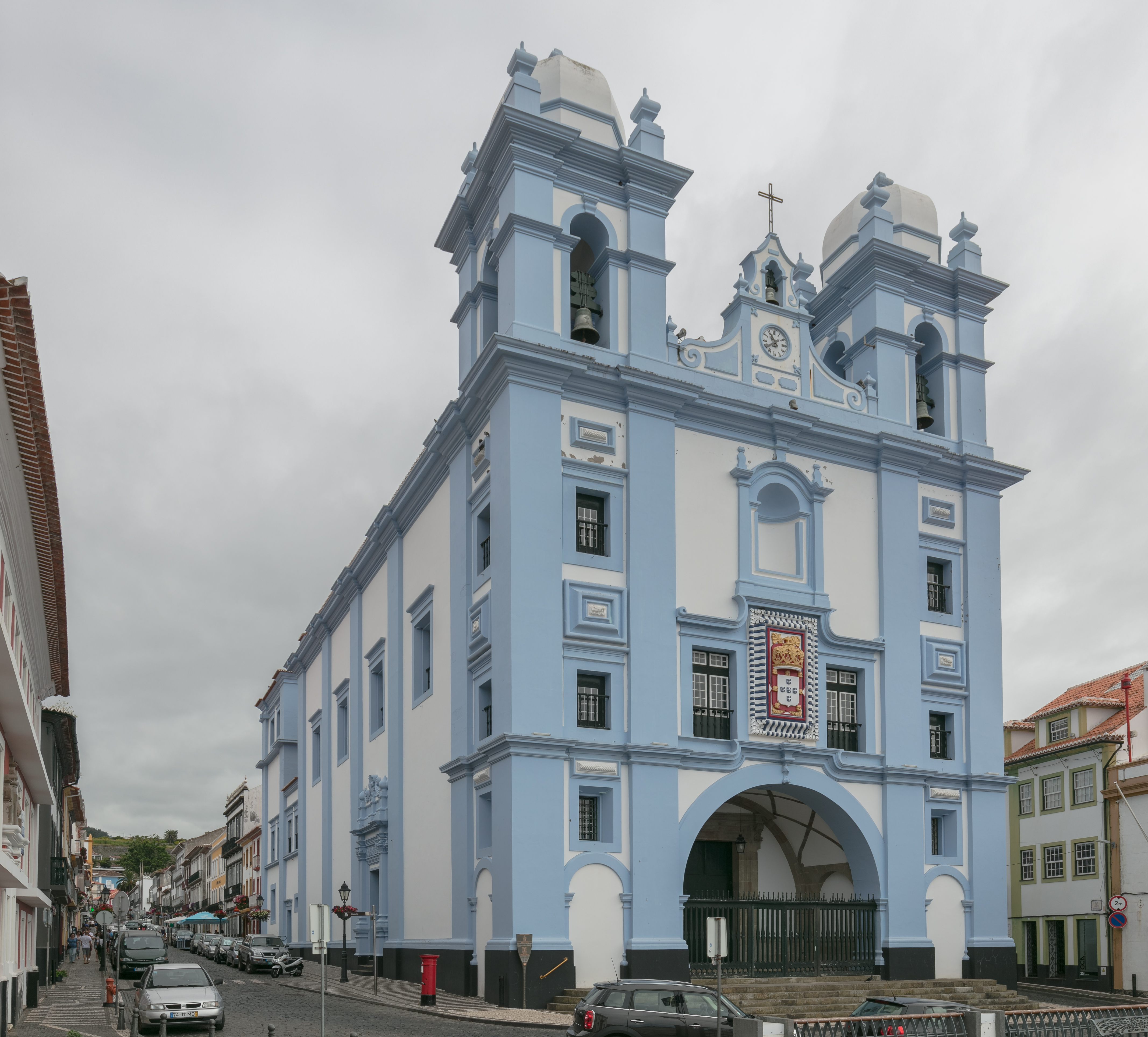
Église de la Miséricorde.
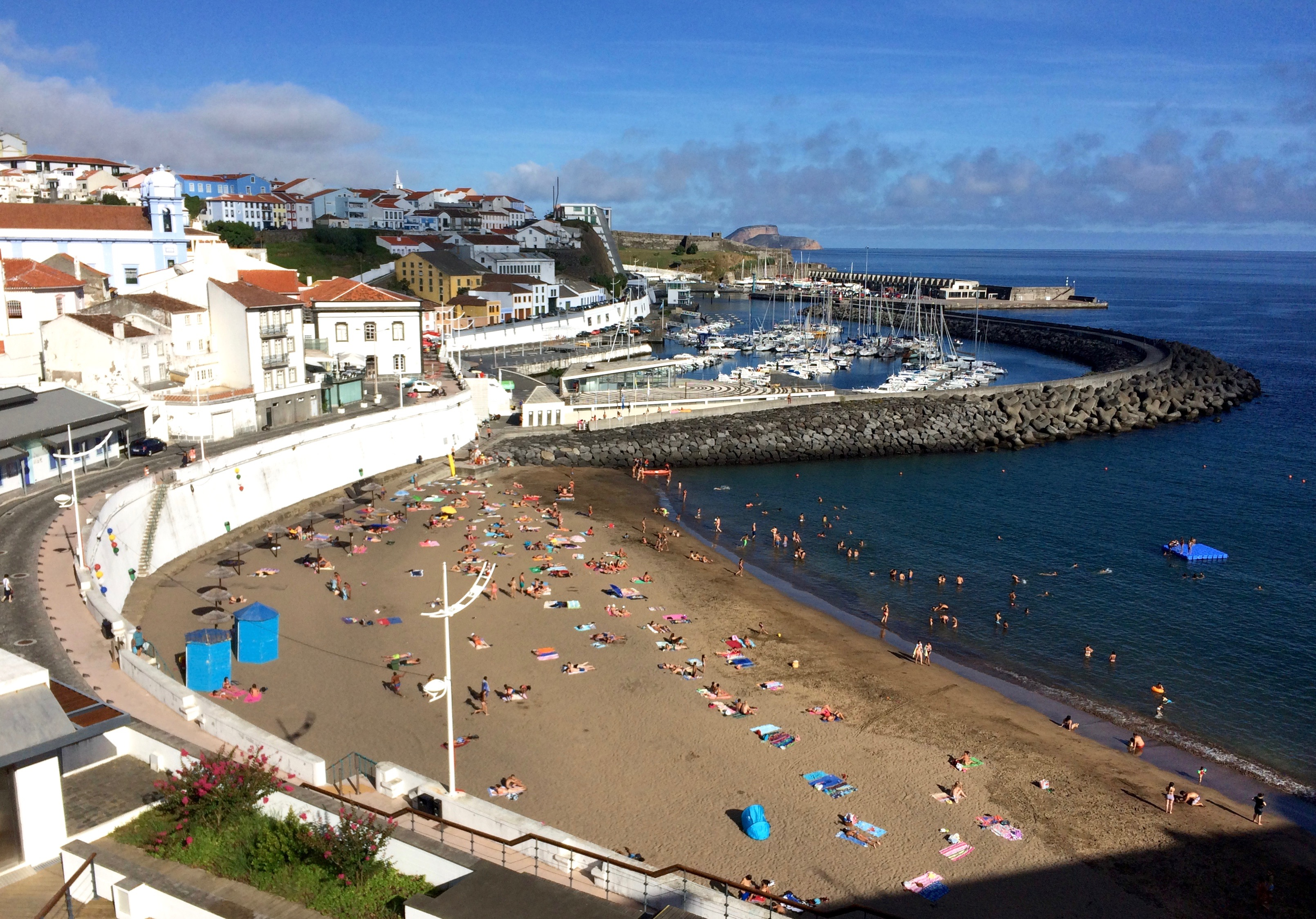
Plage.
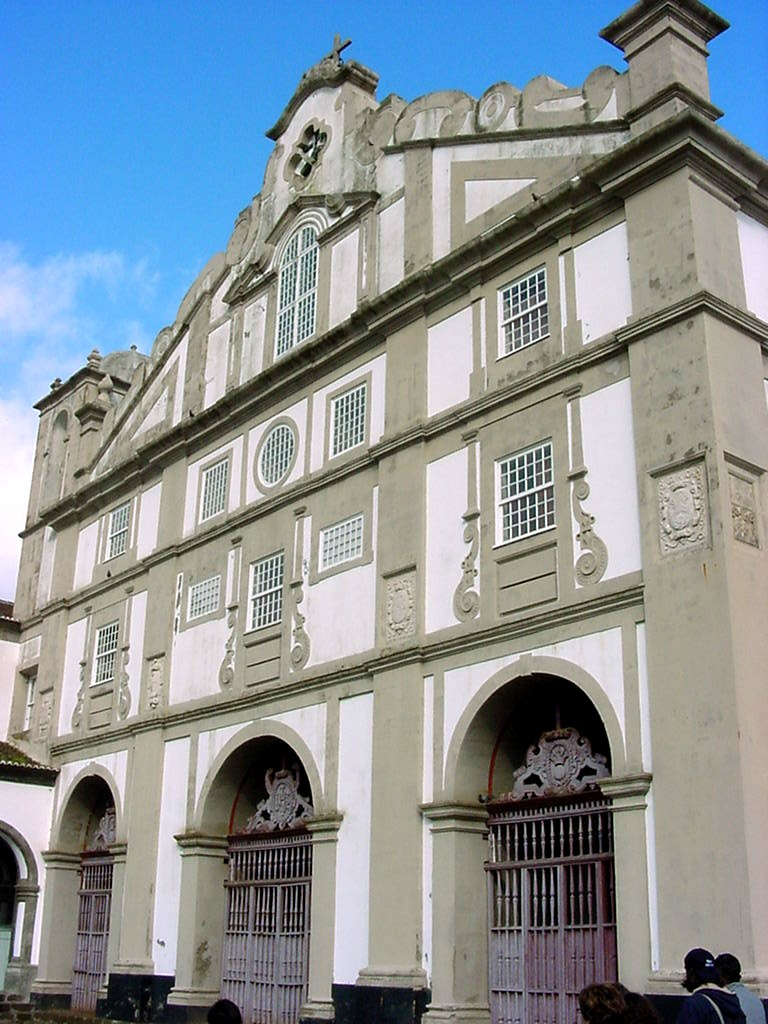
Église de São Francisco.
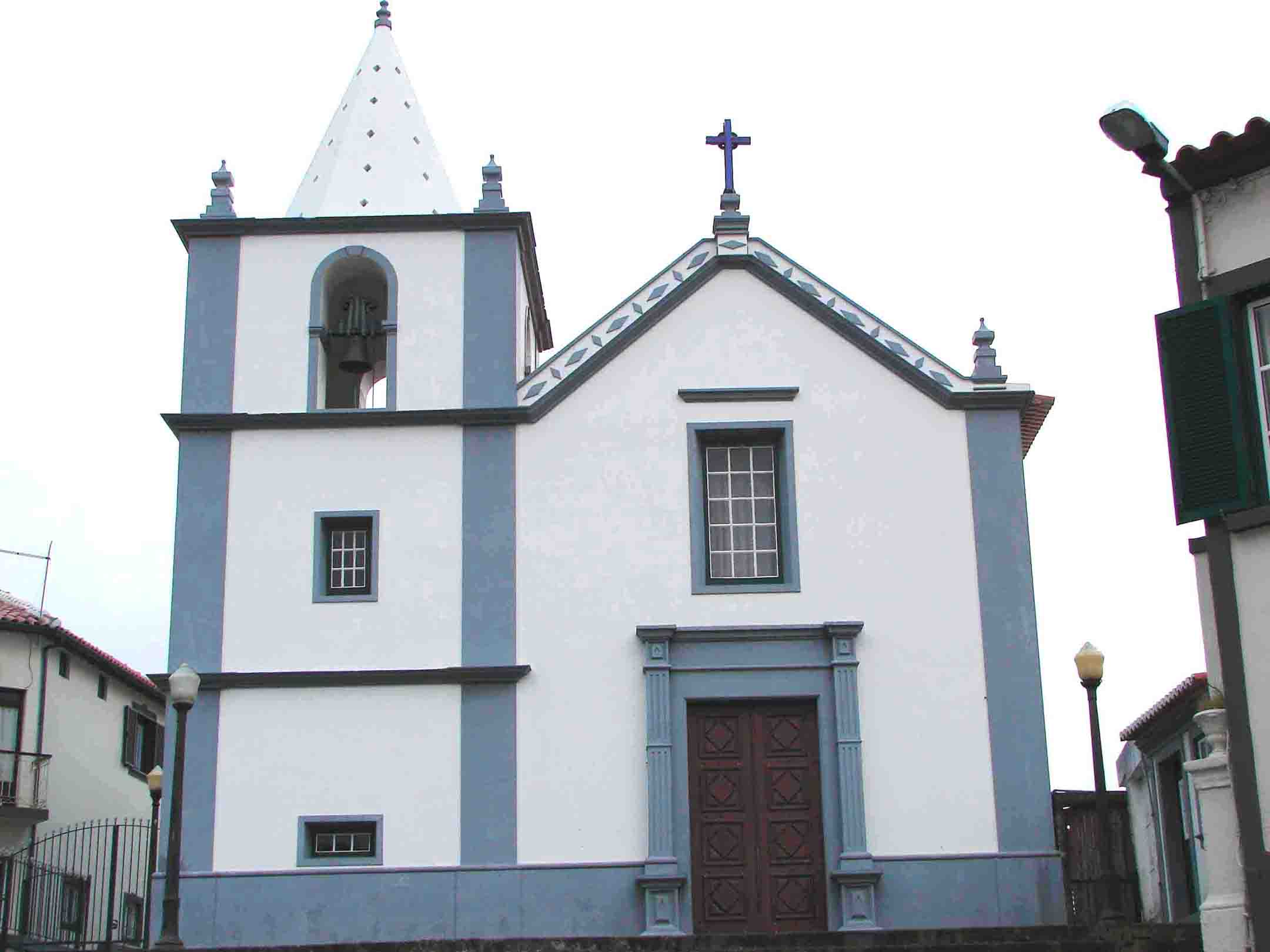
Église de São Bento.
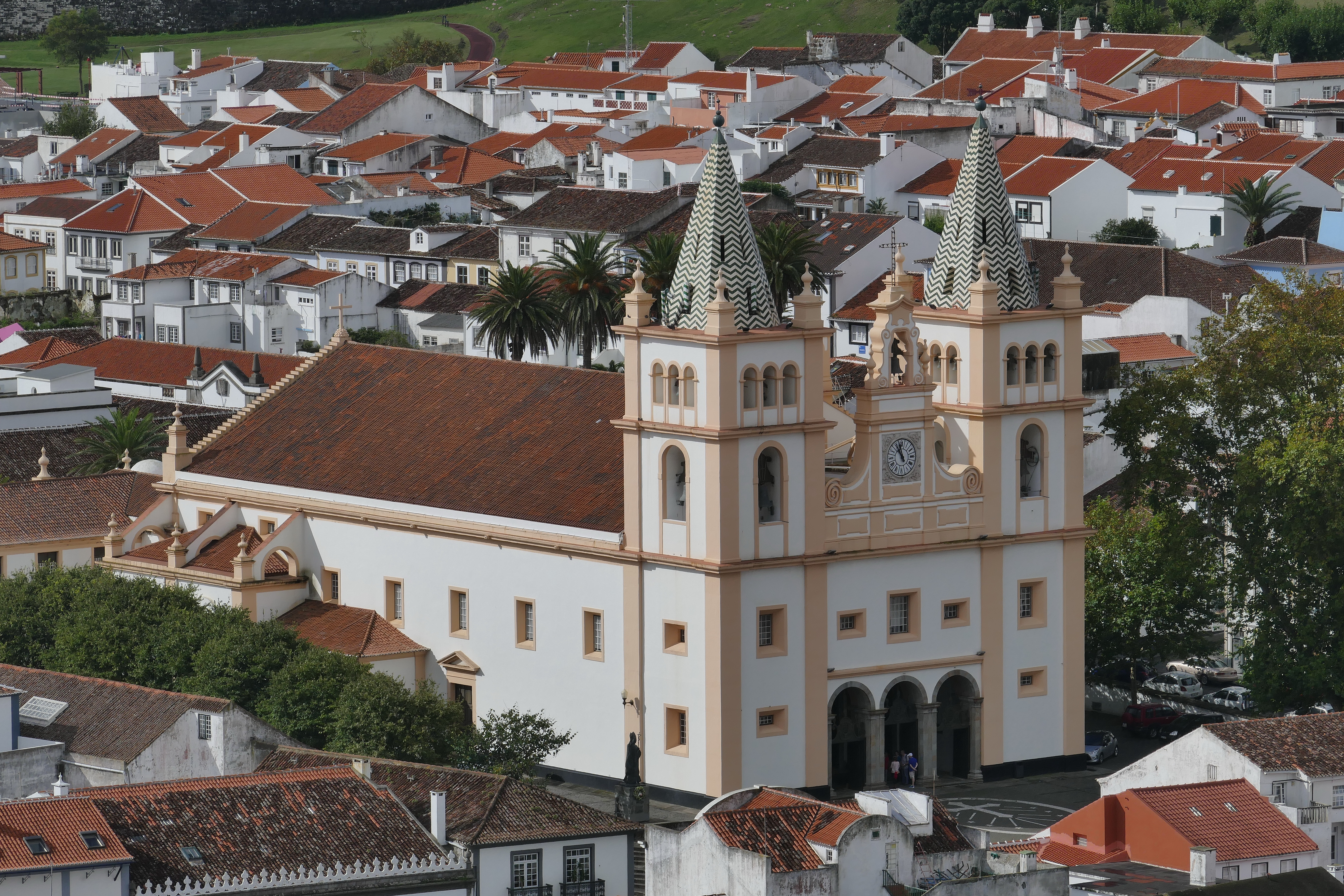
Cathédrale.
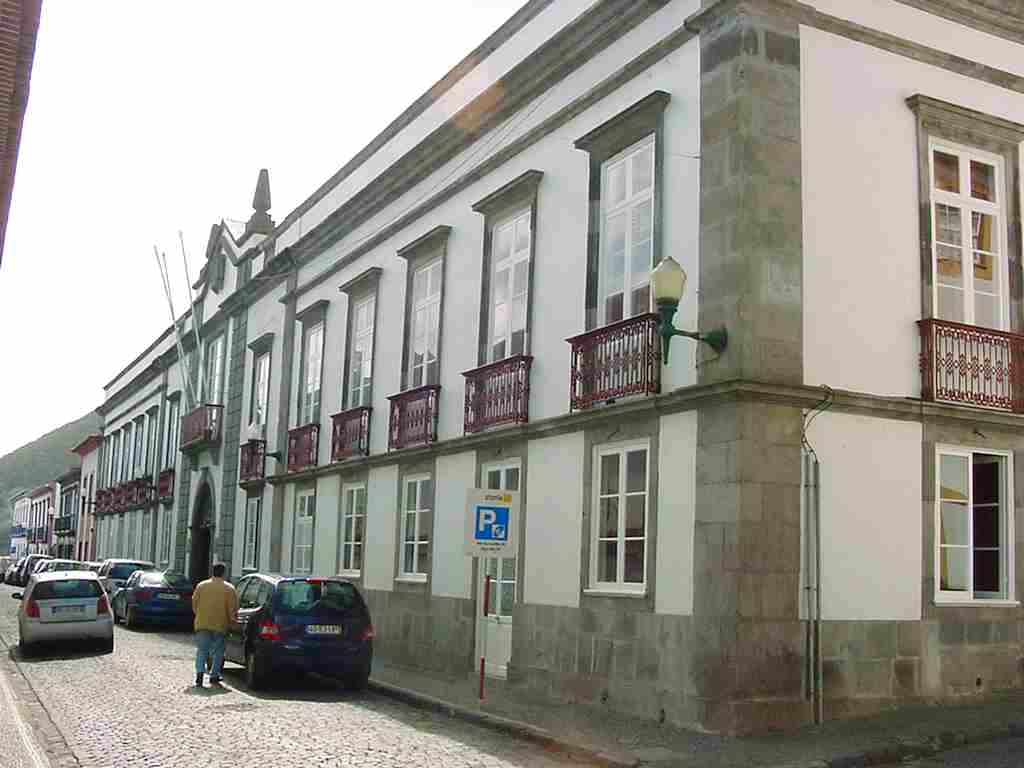
Ancien palais épiscopal.
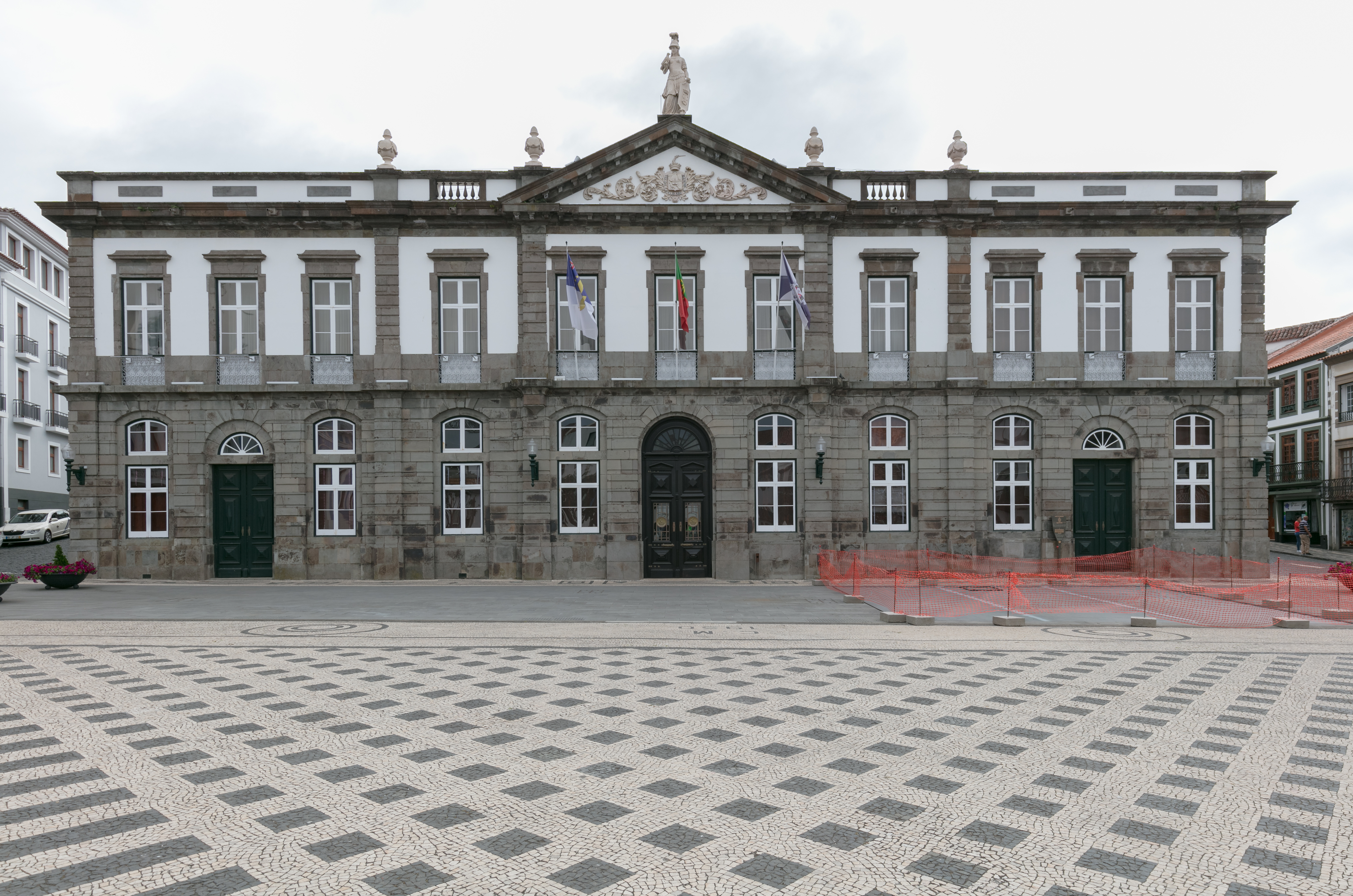
Hôtel de ville d'Angra do Heroismo.
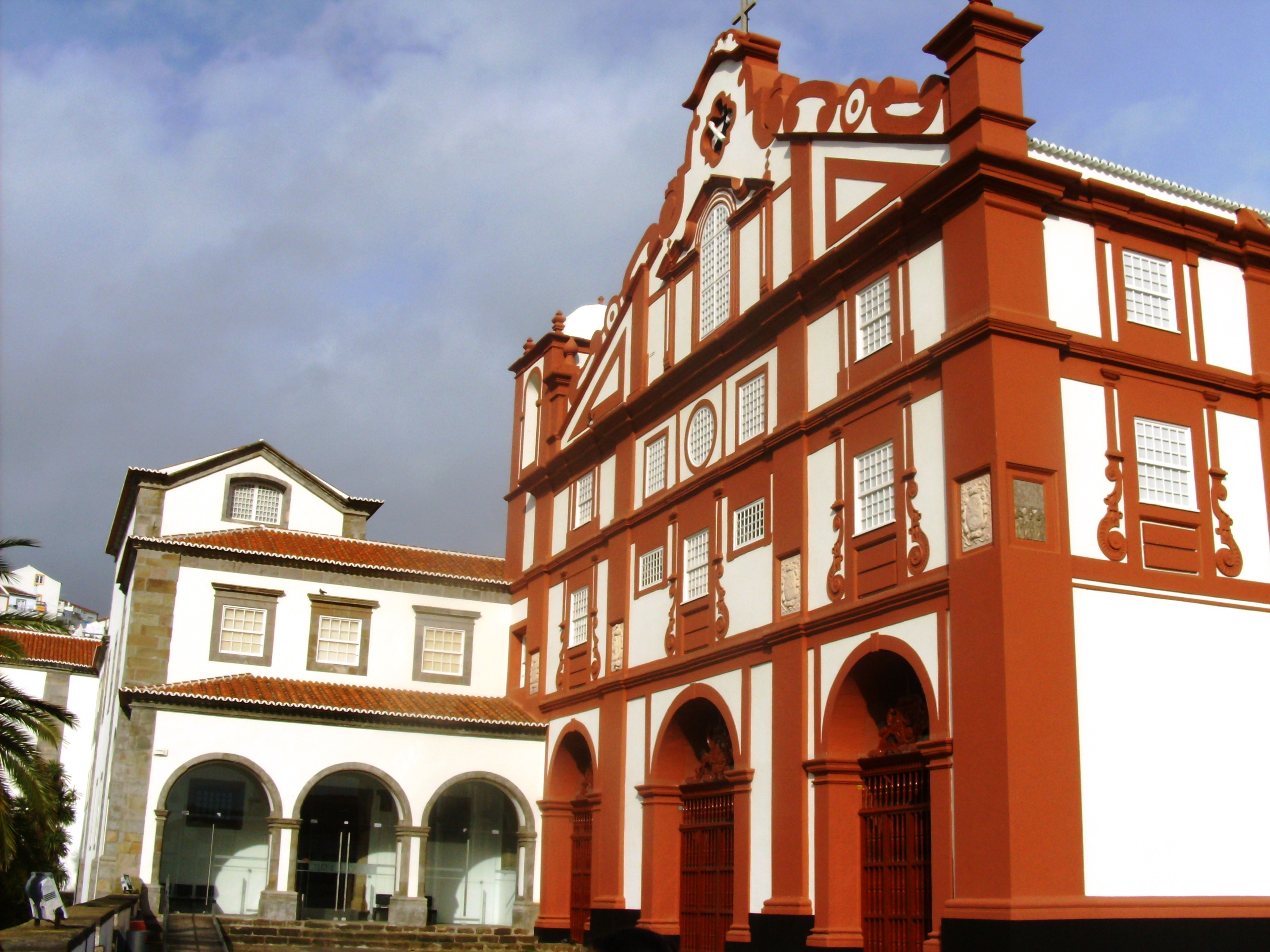
Couvent de São Francisco.
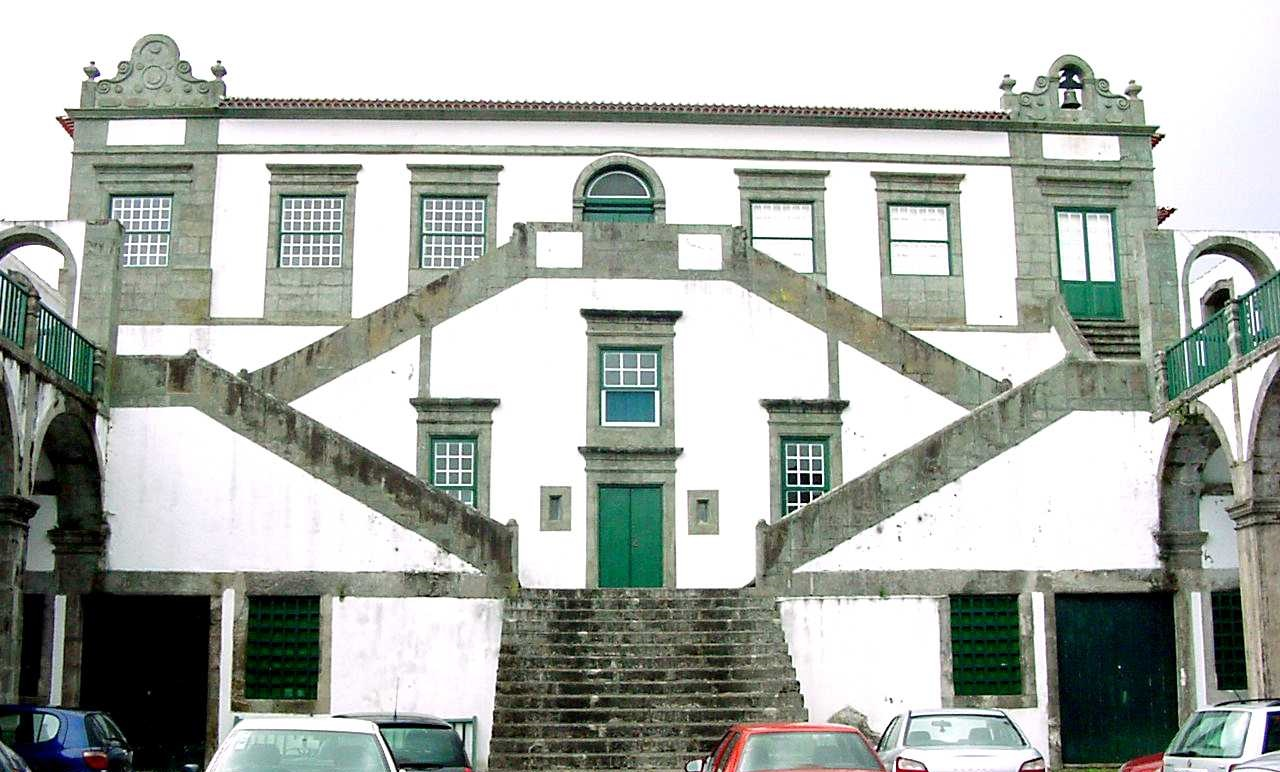
Palais de Santa Catarina.
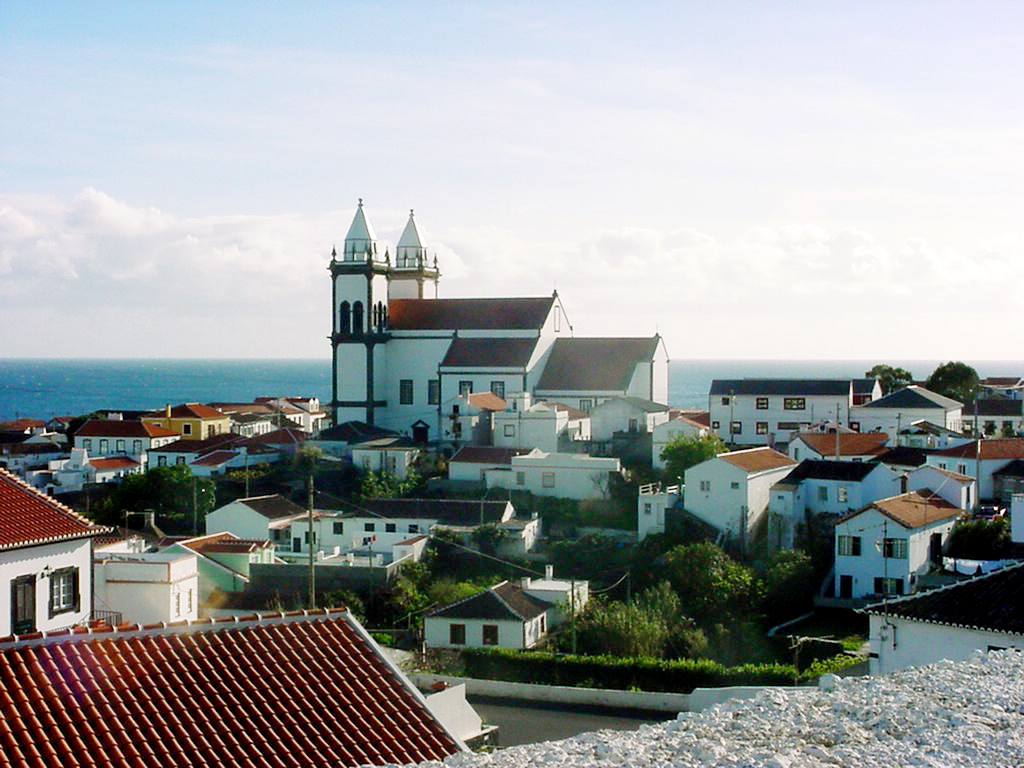
São Mateus.
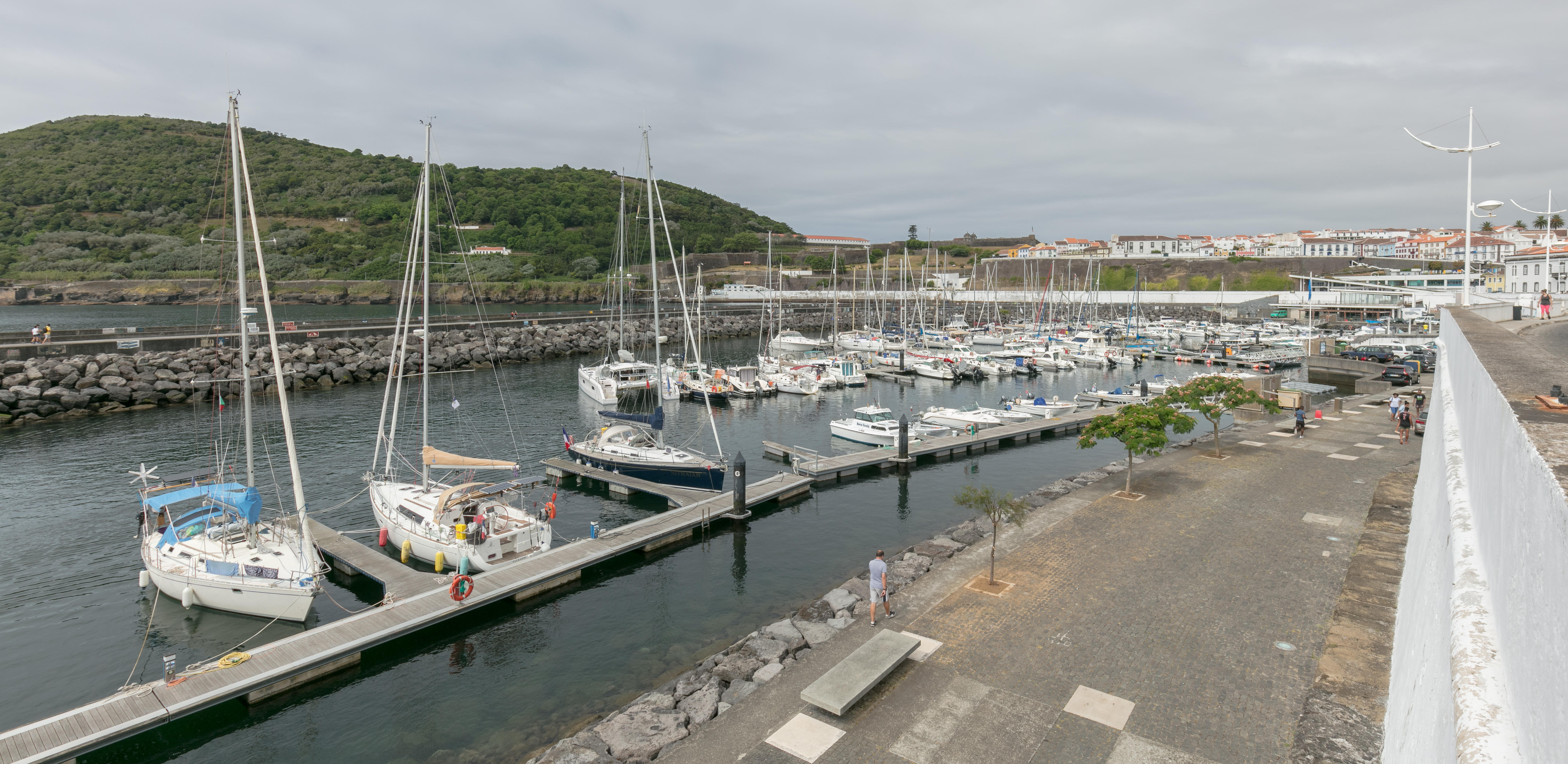
Marina d'Angra do Heroísmo en 2020.
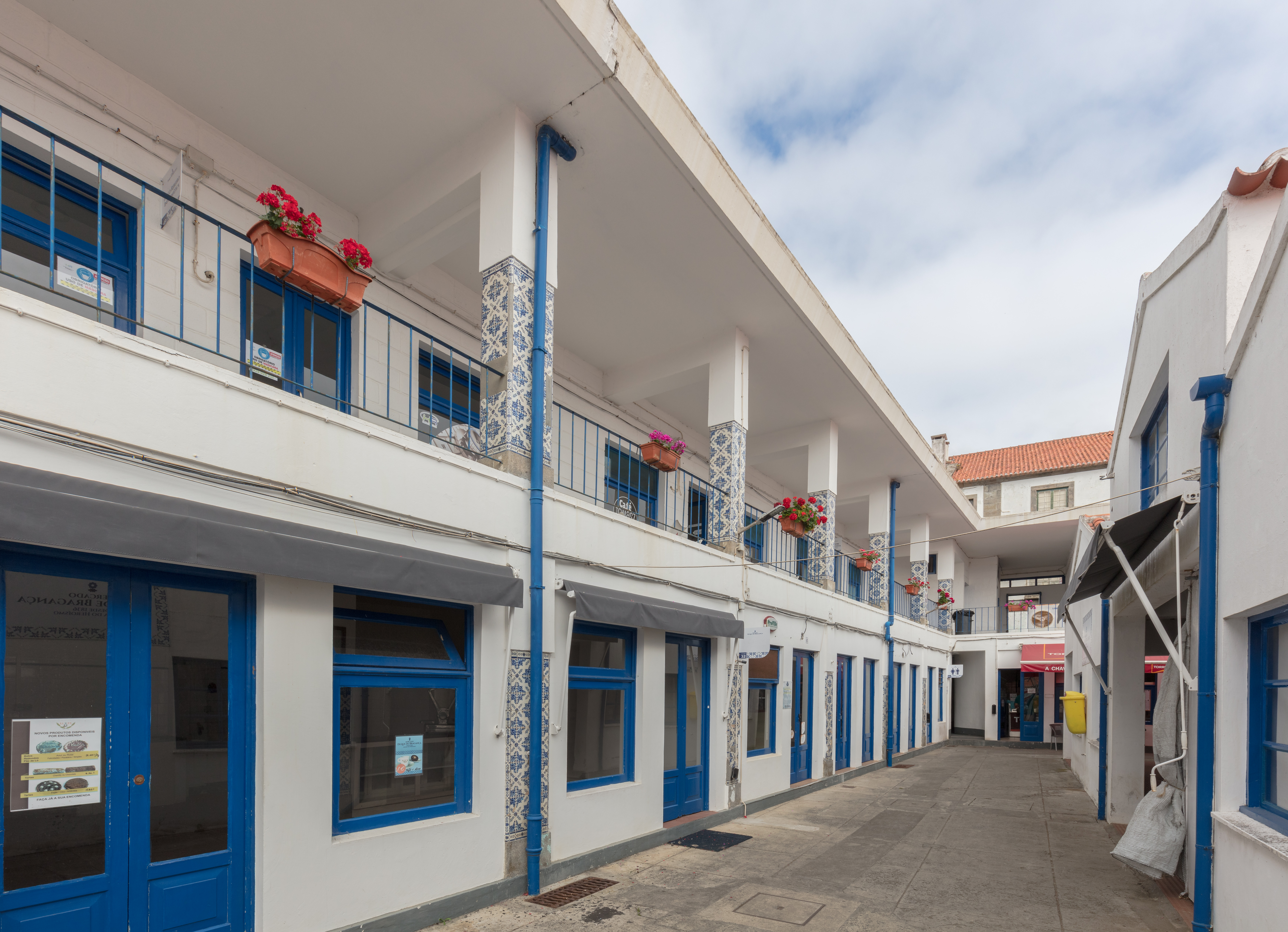
Marché Duque de Bragança.

## Paroisses
Les 19 paroisses de Angra do Heroísmo sont : 
- Altares - Cinco Ribeiras - Doze Ribeiras - Feteira - Nossa Senhora da Conceição (la plus peuplée) - Porto Judeu (la plus grande en superficie) - Posto Santo - Raminho - Ribeirinha - Santa Bárbara - Santa Luzia (la plus petite en superficie) - São Bartolomeu de Regatos - São Bento - São Mateus da Calheta - São Pedro - Sé - Serreta (la moins peuplée) - Terra Chã - Vila de São Sebastião.

Près de 70 % des paroisses ont plus de 1 000 habitants et 88,71 % de la population vivent dans des paroisses de plus de 1 000 habitants.

## Personnalités
- Le bienheureux Jean-Baptiste Machado de Távora (1581-1617), prêtre jésuite missionnaire au Japon et martyr, est né à Angra.
- Manuel Inácio Martins Pamplona Corte Real (1766-1832), général des armées du Premier Empire est né dans cette commune.
- Eduardo Coelho, dessinateur de bande dessinée, est natif de Angra do Heroísmo.
- Pompidou et Nixon, entretiens des 13 et 14 décembre 1971.